# Храмовий комплекс Дендера

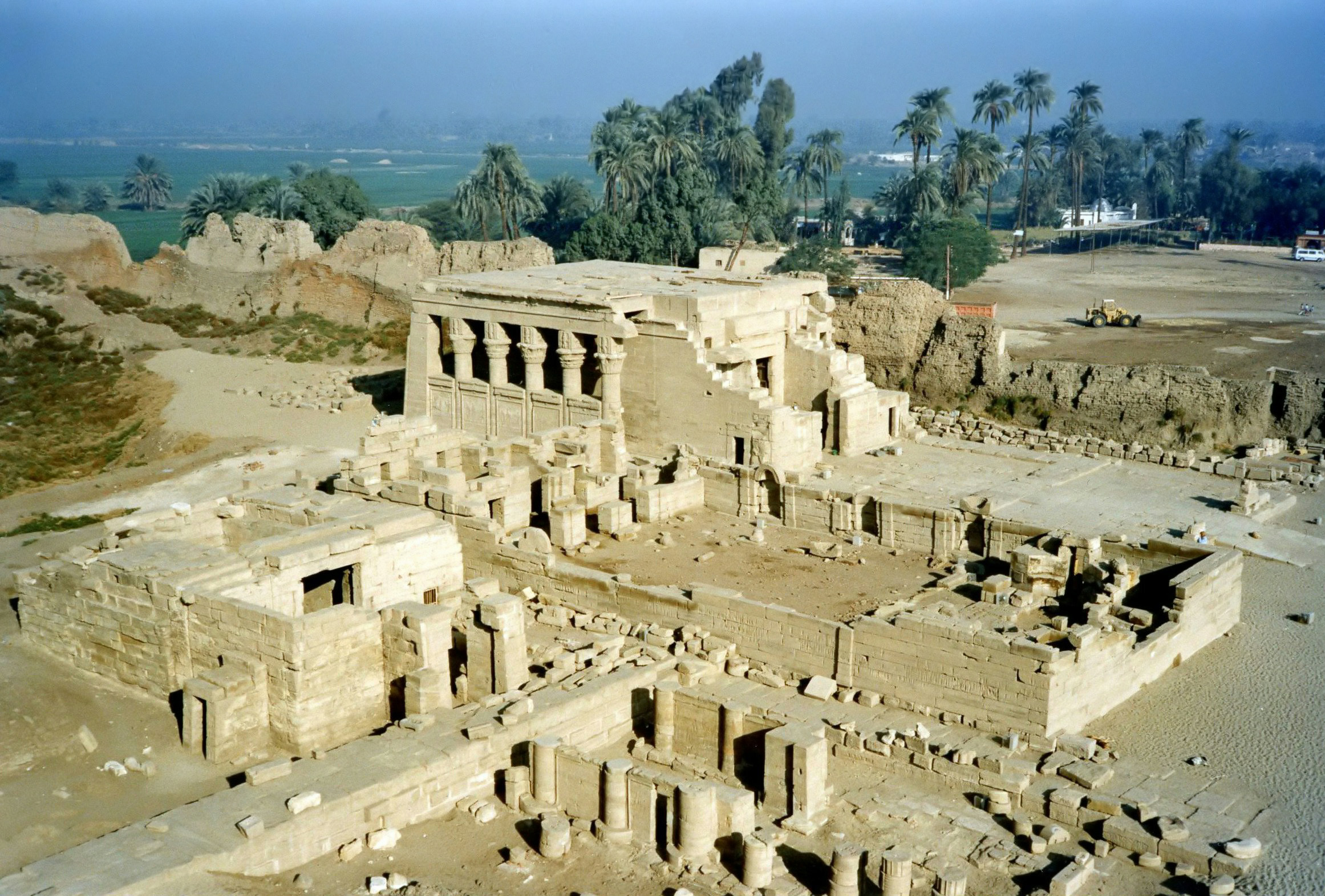
Загальний вигляд комплексу Храм Дендера

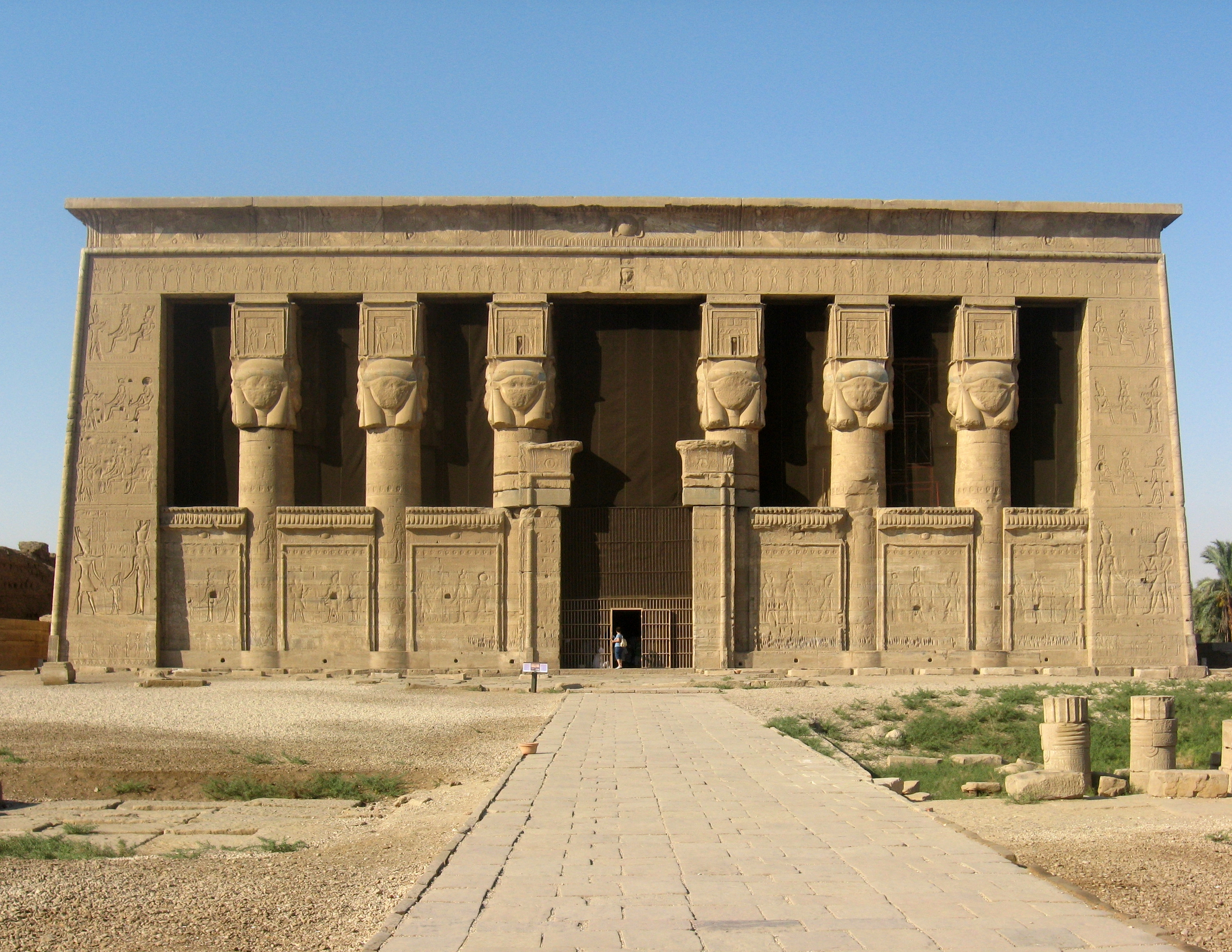
Храм Хатхора, Дендера

Храмовий комплекс Дендера (написання демотичним письмом (стародавньо-єгипецьким): Iunet або Tantere; англомовне написання XIX сторіччя в більшості джерел, у тому числі Бельцоні, було Тентрі (Tentyra)) — знаходиться приблизно в 2,5 кілометрах (1,6 милі) на північний схід від Дендера, Єгипет. Цей комплекс є одним із найкраще збережених храмових комплексів в Єгипті. Цей район був використаний як шостий Ном Верхнього Єгипту, на південь від Абидоса.

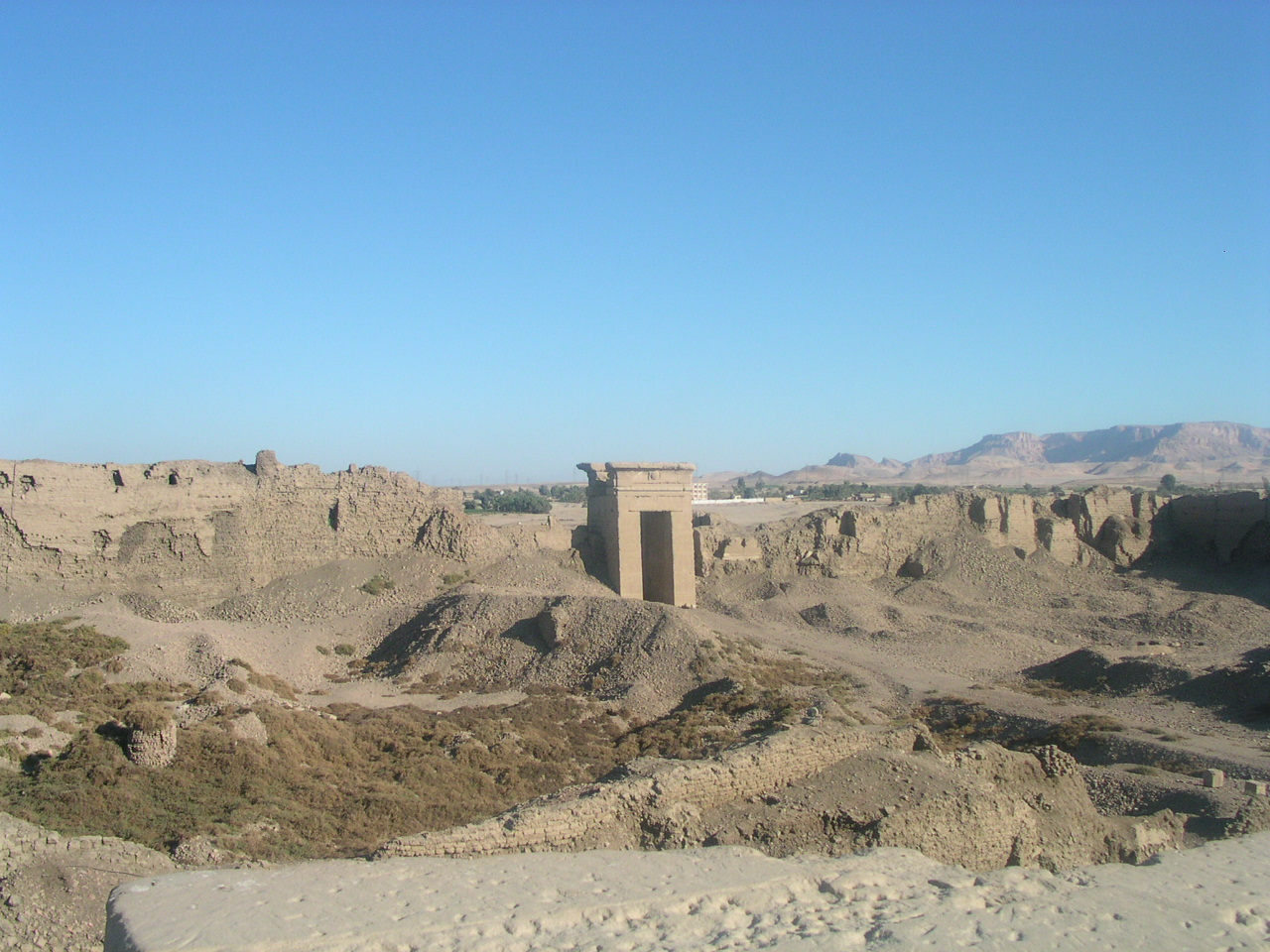
Велетенська цегляна стіна, яку можна бачити з даху храму.

Увесь комплекс охоплює близько 40 000 квадратних метрів і оточений здоровенною захисною стіною із цегли. Дендера був місцем для каплиць чи храмин із самого початку історії Стародавнього Єгипту. Існує думка, що фараон Пепі I (близько 2250 до н.е.) побудував за час правління свого деякі будівлі на цьому місці (не збереглися донині), існують документи, що засвідчують існування храму у XVIII династії єгипетських фараонів (приблизно 1500 р. до н.е.). Проте найбільш рання існуюча побудова комплексу сьогодні — це Маммісі, що зведена Нектанебо II, останнім із корінних фараонів (360-343 рр. до н.е.). 

## Склад комплексу
Комплекс складається з:
- Храм Хатхор (головний храм)
- Храм народження Ізіти
- Священне озеро
- Санаторій
- Маммісі (збудована за Нектанебо II)
- Християнська Базиліка
- Римський маммісі
- Святиня Барка
- Ворота Доміціана і Траяна
- Римський кіоск

## Храм Хатхор

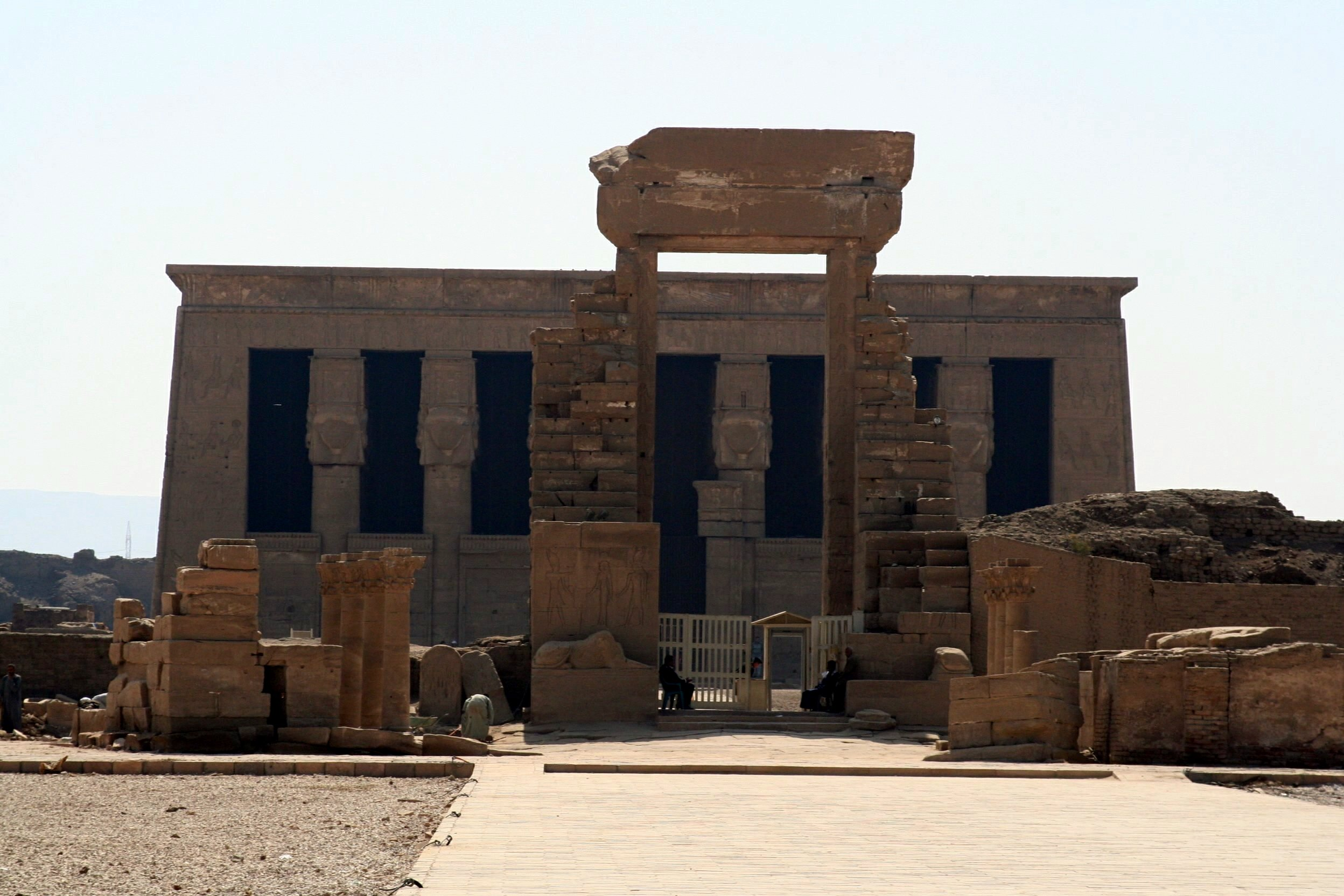
Вхід до храмового комплексу Дендера

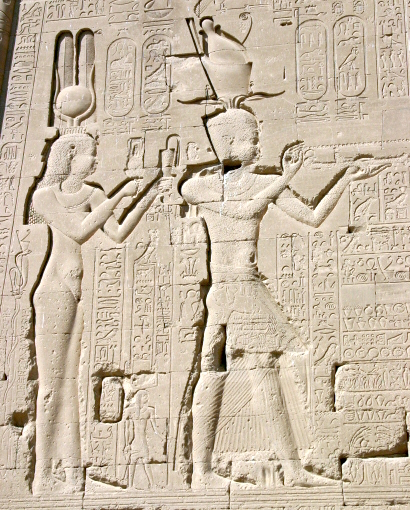
Рельєфи Клеопатри VII і її сина за часів Юлія Цезаря та Цезаріона у Дендерському храмі

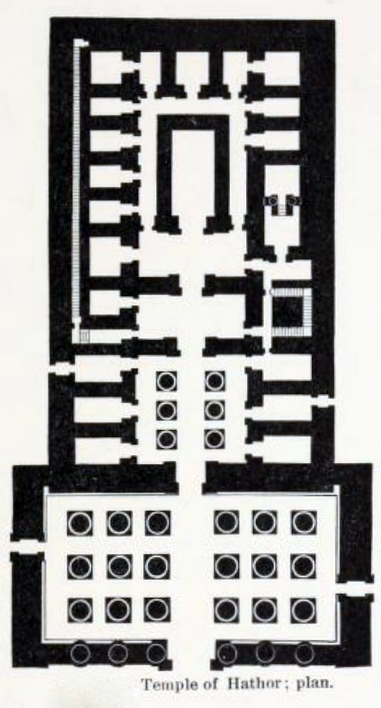
План храму Хатхор

Надзвичайно яскравою спорудою, що затьмарює погляд одразу є головний храм комплексу, а саме храм Хатхор (історично іноді називають Храм Тентіра). Храм перебудовувався з плином часу, але був розташований у незмінному місці, починаючи ще з епохи існування Середнього царства, і триває аж до часу римського імператора Траяна. Існуюча структура храму була побудована не пізніше кінця Єгипту Птолемеїв. Храм, присвячений богині неба Хатхор, є одним з найкращих збережених храмів усього Єгипту. Подальші доповнення до комплексу були додані за часи римського правління.
Елементи макета храму:
- Велика Гіпостильна Зала
- Мала Гіпостильна Зала
- Лабораторія
- Журнал зберігання
- Пропозиційний в'їзд
- Скарбниця
- Двері до сходів
- Прохід до сходинок
- Пропозиційна зала
- Зал Еннеад
- Головне святилище
- Храм (святиня) Ному Дендери
- Храм Ісіди
- Храм Сокар
- Храм Гора
- Святиня систра богині Хатхор
- Храм богів Нижнього Єгипту
- Храм Хатхор
- Храм престолу Ра
- Храм Ра
- Святиня гривни (кольє) Менат
- Храм Айхі
- Чисте Місце
- Суд першого свята
- Прохід
- Сходи на дах

Зображення Клеопатри VI, які маємо змогу бачити на стінах храму є гарними прикладами єгипетського мистецтва за часів Птолемея. На задній стороні храму наявна зовнішня різьба Клеопатри VII Філопатор (в народі більш відома як Клеопатра) та її сина, Птолемея XV Філопатора Філометора Цезара (Цезаріона), породженого Юлієм Цезарем.

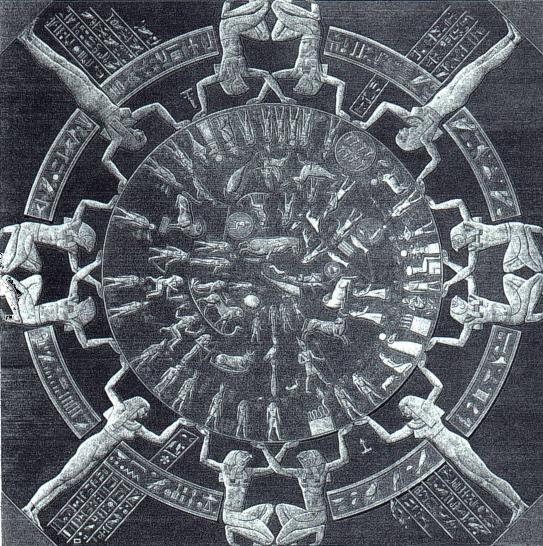
Зодіак Дендера

Скульптурний Зодіак Дендера — широко відомий рельєф, знайдений в пізньому греко-римському храмі. Він містить зображення Тельця (бика) і Терез (ваги). Ескіз було зроблено під час Наполеонівської кампанії в Єгипті. У 1820 році він був знятий зі стелі храму французькими колонізаторами і замінений підробкою. Існує суперечка щодо того, чи їм дозволив був правитель Єгипту Мухаммад Алі Паша зробити це чи вони просто поцупили його. Оригінал зараз знаходиться у Луврі.
Припущення Шампольйона про те, що цей артифакт часів Птолемея, виявився вірним, і сьогодні єгиптологи датують цей рельєф першим століттям до нашої ери.

### Некрополі і склепи
Некрополь Дендера — це серія мастаба гробниць. Некрополь датується Раннєдинастичним періодом від Стародавнього Царства до першого перехідного періоду в Єгипті. Некрополь проходить східним краєм західного пагорба та над північною рівниною. Підземний храм гробниці Хатхор має загалом 12 камер. Деякі рельєфи датуються не пізніше правління Птолемея XII Неос Діоніс. Як повідомляється, крипти використовувалися для зберігання судин та божественної іконографії. Отвір у підлозі "Кімната Полум'я" веде до вузької камери з зображеннями на стінах об'єктів, що зберігалися в них. У другій камері, рельєф зображує Пепі I, який пропонує статуетку бога Айхі чотирьом зображенням Хатхор. У склепі, що виходить з "тронної кімнати",  Птолемея XII має ювелірні прикраси та жертви для богів.

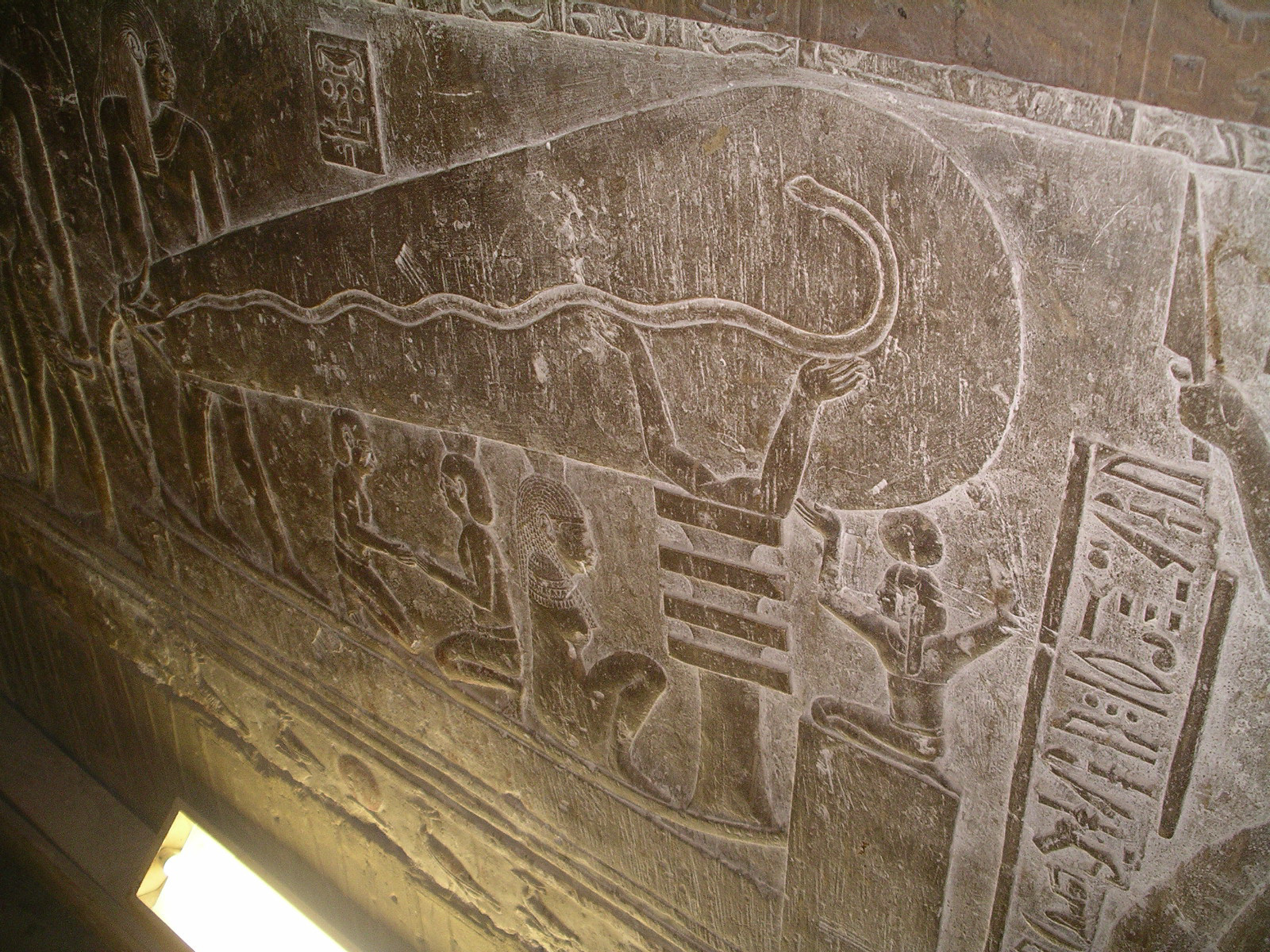
Лампа Дендери на лівій стіні правого крила однієї з підземних крипт храмового комплексу

Хатхорський храм має рельєф, котрий іноді йменують як лампа Дендери через суперечливу тезу про його природу. Зображення лампи Дендери складаються з п'яти кам'яних рельєфів (два з яких містять, за оцінками маргіналів так називаємий вогонь) у храмі Хатхор комплексу Дендера, що розташований в Єгипті. Думки єгиптологів поєднуються у тому, що сей рельєф є міфологічним зображенням стовпа джед та квітки лотоса, що породжена зі змії, Все це — є аспектами єгипетської міфології.
На противагу цій науковій інтерпретації, існують і маргінальні припущення, що на рельєфі насправді зображено "Стародавню Єгипетську лампочку".

### Очищення стелі

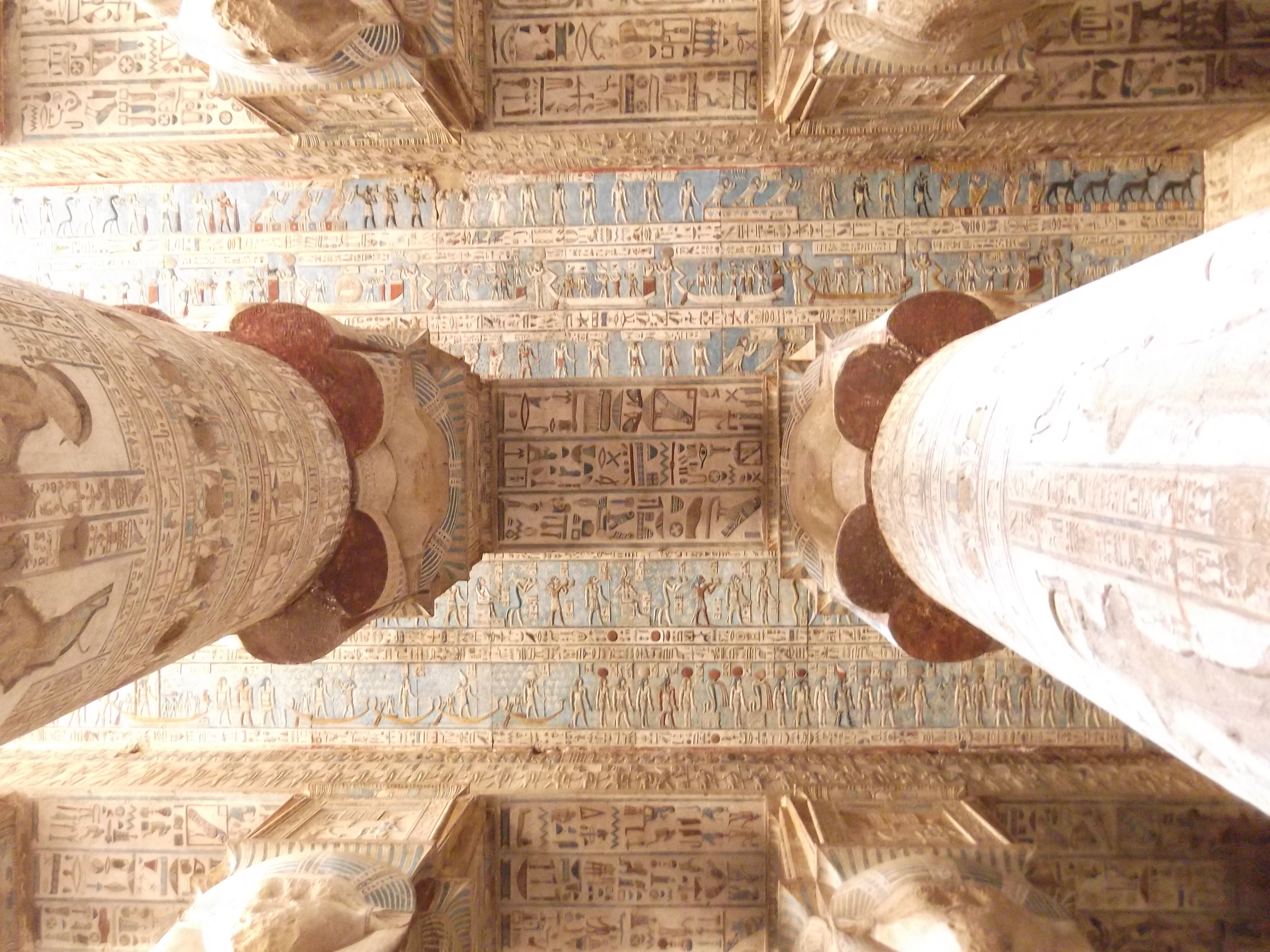
Нещодавно очищена стеля храму Хатхор

Стеля храму Хатхор нещодавно була ретельно очищена. У процесі було знято утворений за сотні років пласт чорної сопухи без шкоди для старовинної фарби. Тепер у приміщеннях можна бачити вельми багато яскравих і барвистих єгипецьких античних зображень, які раніше були приховані від наших очей.

## Туризм
Дендерський комплекс вже давно є одним з кращих доступних людству давніх єгипетських храмів. Його можна відвідати практично повністю, майже всі частини комплексу, починачи зі склепів до даху є відкритими відвідувачам. Однак, найвища частина даху храму Хатхор була закрита з 2003 року. А через рік, з листопаду 2004 було запроваджено нове обмеження — для туристів зачинилися двері і іншої частини даху. Причиною цьому послугував випадок, коли туристка підійшовши занадто близько до краю, впала на фундамент нижче і розбилася на смерть.